# Subvision
Subvision foi uma banda de rock formada em Linkoping, Suécia em 2002. A banda é conhecida por ter sido uma das bandas de Tobias Forge, atual vocalista do Ghost.
A banda foi um projeto paralelo de Tobias e Martin Persner que na época faziam parte de outra banda, Tobias era vocalista do Repugnant e Martin era vocalista do Magna Carta Cartel. A banda encerrou suas atividades em 2008.

## Discografia
- Pearls For Pigsnawps (EP, 2003)
- The Killing Floor (EP, 2004)
- So Far So Noir (Álbum, 2006)

## Membros
- Tobias Forge (Vocal e guitarra) (2002 - 2008)
- Martin Persner (Guitarra) (2002 - 2008)
- Gustaf Lindström (Baixo) (2002 - 2008)
- Thomas Daun (Bateria) (2002 - 2008)